# Villiers-sur-Chizé
Pour les articles homonymes, voir Villiers.
Villiers-sur-Chizé est une commune du Centre-Ouest de la France située dans le département des Deux-Sèvres en région Nouvelle-Aquitaine.

## Géographie

### Communes limitrophes
| Brieuil-sur-Chizé | Villefollet                      |         |
| Chizé             | Villiers-sur-Chizé               | Ensigné |
|                   | La Villedieu (Charente-Maritime) |         |

### Climat
Pour des articles plus généraux, voir Climat de la Nouvelle-Aquitaine et Climat des Deux-Sèvres.
Historiquement, la commune est exposée à un climat océanique limousin.  
En 2020, Météo-France publie une typologie des climats de la France métropolitaine dans laquelle la commune est exposée à un climat océanique et est dans la région climatique  Poitou-Charentes, caractérisée par un bon ensoleillement, particulièrement en été et des vents modérés.
Pour la période 1971-2000, la température annuelle moyenne est de 12,2 °C, avec une amplitude thermique annuelle de 14,6 °C. Le cumul annuel moyen de précipitations est de 873 mm, avec 11,8 jours de précipitations en janvier et 7,2 jours en juillet. Pour la période 1991-2020, la température moyenne annuelle observée sur la station météorologique la plus proche, située sur la commune de Nuaillé-sur-Boutonne à 14 km à vol d'oiseau, est de 12,9 °C et le cumul annuel moyen de précipitations est de 849,3 mm,. Pour l'avenir, les paramètres climatiques de la commune estimés pour 2050 selon différents scénarios d’émission de gaz à effet de serre sont consultables sur un site dédié publié par Météo-France en novembre 2022.

## Urbanisme

### Typologie
Au 1er janvier 2024, Villiers-sur-Chizé est catégorisée commune rurale à habitat dispersé, selon la nouvelle grille communale de densité à sept niveaux définie par l'Insee en 2022.
Elle est située hors unité urbaine. Par ailleurs la commune fait partie de l'aire d'attraction de Niort, dont elle est une commune de la couronne,. Cette aire, qui regroupe 91 communes, est catégorisée dans les aires de 50 000 à moins de 200 000 habitants,.

### Occupation des sols
L'occupation des sols de la commune, telle qu'elle ressort de la base de données européenne d’occupation biophysique des sols Corine Land Cover (CLC), est marquée par l'importance des territoires agricoles (90,6 % en 2018), en diminution par rapport à 1990 (93,5 %). La répartition détaillée en 2018 est la suivante : 
terres arables (86,8 %), forêts (7,1 %), prairies (3,8 %), zones urbanisées (2,3 %). L'évolution de l’occupation des sols de la commune et de ses infrastructures peut être observée sur les différentes représentations cartographiques du territoire : la carte de Cassini (XVIIIe siècle), la carte d'état-major (1820-1866) et les cartes ou photos aériennes de l'IGN pour la période actuelle (1950 à aujourd'hui).

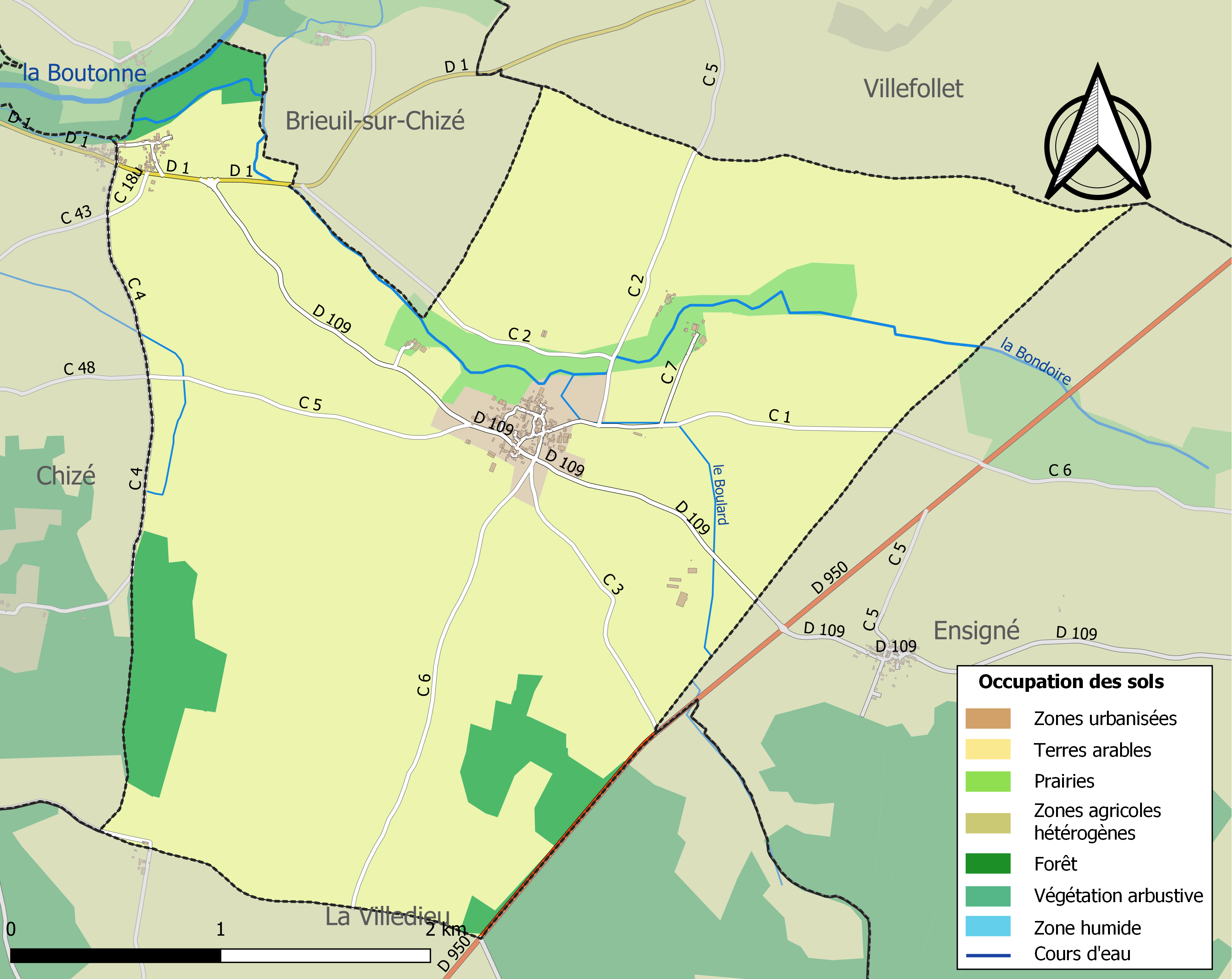
Carte des infrastructures et de l'occupation des sols de la commune en 2018 (CLC).

### Risques majeurs
Le territoire de la commune de Villiers-sur-Chizé est vulnérable à différents aléas naturels : météorologiques (tempête, orage, neige, grand froid, canicule ou sécheresse), inondations, mouvements de terrains et séisme (sismicité modérée). Il est également exposé à un risque technologique,  le transport de matières dangereuses. Un site publié par le BRGM permet d'évaluer simplement et rapidement les risques d'un bien localisé soit par son adresse soit par le numéro de sa parcelle.

#### Risques naturels
Certaines parties du territoire communal sont susceptibles d’être affectées par le risque d’inondation par débordement de cours d'eau, notamment la Boutonne. La commune a été reconnue en état de catastrophe naturelle au titre des dommages causés par les inondations et coulées de boue survenues en 1982, 1999 et 2010,.

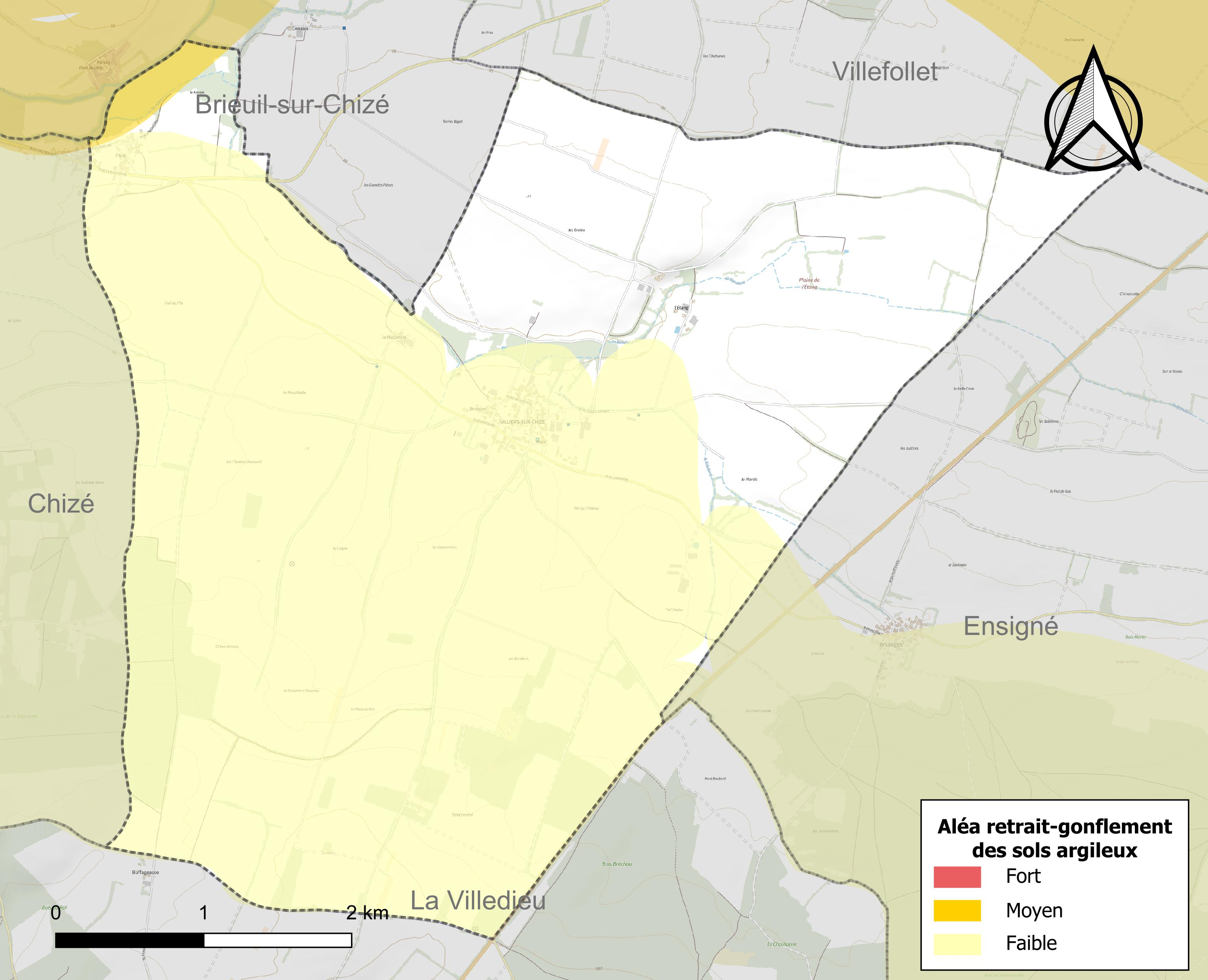
Carte des zones d'aléa retrait-gonflement des sols argileux de Villiers-sur-Chizé.

Les mouvements de terrains susceptibles de se produire sur la commune sont des mouvements de terrains, notamment des tassements différentiels. Le retrait-gonflement des sols argileux est susceptible d'engendrer des dommages importants aux bâtiments en cas d’alternance de périodes de sécheresse et de pluie. 0,9 % de la superficie communale est en aléa moyen ou fort (54,9 % au niveau départemental et 48,5 % au niveau national). Depuis le 1er octobre 2020, en application de la loi ELAN, différentes contraintes s'imposent aux vendeurs, maîtres d'ouvrages ou constructeurs de biens situés dans une zone classée en aléa moyen ou fort,.
La commune a été reconnue en état de catastrophe naturelle au titre des dommages causés par des mouvements de terrain en 1999 et 2010.

## Politique et administration
| Période   | Période   | Identité        | Étiquette | Qualité |
| --------- | --------- | --------------- | --------- | ------- |
| mars 2001 | mars 2008 | Claudia Garnier |           |         |
| mars 2008 |           | Bernard Gillier |           |         |

## Démographie
L'évolution du nombre d'habitants est connue à travers les recensements de la population effectués dans la commune depuis 1793. Pour les communes de moins de 10 000 habitants, une enquête de recensement portant sur toute la population est réalisée tous les cinq ans, les populations de référence des années intermédiaires étant quant à elles estimées par interpolation ou extrapolation. Pour la commune, le premier recensement exhaustif entrant dans le cadre du nouveau dispositif a été réalisé en 2005.

En 2022, la commune comptait 156 habitants, en évolution de −2,5 % par rapport à 2016 (Deux-Sèvres : +0,18 %, France hors Mayotte : +2,11 %).
| 1793 | 1800 | 1806 | 1821 | 1831 | 1836 | 1841 | 1846 | 1851 |
| ---- | ---- | ---- | ---- | ---- | ---- | ---- | ---- | ---- |
| 232  | 225  | 266  | 270  | 317  | 251  | 259  | 311  | 282  |

| 1856 | 1861 | 1866 | 1872 | 1876 | 1881 | 1886 | 1891 | 1896 |
| ---- | ---- | ---- | ---- | ---- | ---- | ---- | ---- | ---- |
| 285  | 294  | 309  | 308  | 344  | 322  | 324  | 306  | 276  |

| 1901 | 1906 | 1911 | 1921 | 1926 | 1931 | 1936 | 1946 | 1954 |
| ---- | ---- | ---- | ---- | ---- | ---- | ---- | ---- | ---- |
| 278  | 270  | 274  | 286  | 273  | 277  | 277  | 294  | 262  |

| 1962 | 1968 | 1975 | 1982 | 1990 | 1999 | 2005 | 2006 | 2010 |
| ---- | ---- | ---- | ---- | ---- | ---- | ---- | ---- | ---- |
| 250  | 207  | 182  | 153  | 159  | 168  | 157  | 155  | 165  |

| 2015 | 2020 | 2022 | - | - | - | - | - | - |
| ---- | ---- | ---- | - | - | - | - | - | - |
| 160  | 155  | 156  | - | - | - | - | - | - |

## Lieux et monuments
Villiers-sur-Chizé possède les ruines d'une église romane classée monument historique. Les sculptures, d'une grande qualité, l'apparentent notamment à celle d'Aulnay-de-Saintonge.
- Église Notre-Dame de Villiers-sur-Chizé. L'édifice a été classé au titre des monuments historique en 1932[25].
- Le prieuré de Villiers-sur-Chizé dépendait de l'abbaye de Saint-Jean-d'Angely.
- Le site a fait l'objet de fouilles archéologiques dans les années 1980.

## Héraldique
| Blason à dessiner | Blason  | D'azur à la fontaine d'or jaillissant d'argent et brochant sur une coquille d'or versée et couchée en pointe. |
| Blason à dessiner | Détails | Le statut officiel du blason reste à déterminer.                                                              |